# Lipí (okres České Budějovice)
Obec Lipí se nachází v okrese České Budějovice v Jihočeském kraji, zhruba 9,5 km zjz. od Českých Budějovic. Žije zde 679 obyvatel.

## Části obce
Obec Lipí se skládá ze dvou částí na stejnojmenných katastrálních územích.
- Lipí
- Kaliště u Lipí

## Historie
Území obce bylo obýváno již v době předhistorické, jak o tom svědčí pozůstatky osídlení z doby bronzové, halštatské a laténské, zjištěné asi kilometr jihovýchodně od Lipí. V lokalitě U Zajíčka se nachází nověji objevená halštatská mohyla z osmého až šestého století před naším letopočtem.
První písemná zmínka o vsi (Lypye) pochází z roku 1389. Od roku 1850 je Lipí samostatnou obcí. V letech 1850–1878, 1921–1945 a 1. března 1960 – 23. listopadu 1990 spadala pod obec Lipí vesnice Habří. Osada Kaliště u Lipí patří k Lipí po celou dobu s výjimkou období od 1. ledna 1957 do 13. června 1964, kdy byla samostatnou obcí.

## Pamětihodnosti
- Kaple Panny Marie Lurdské na návsi, pseudogotická, datovaná 1897

## Galerie

Lipí
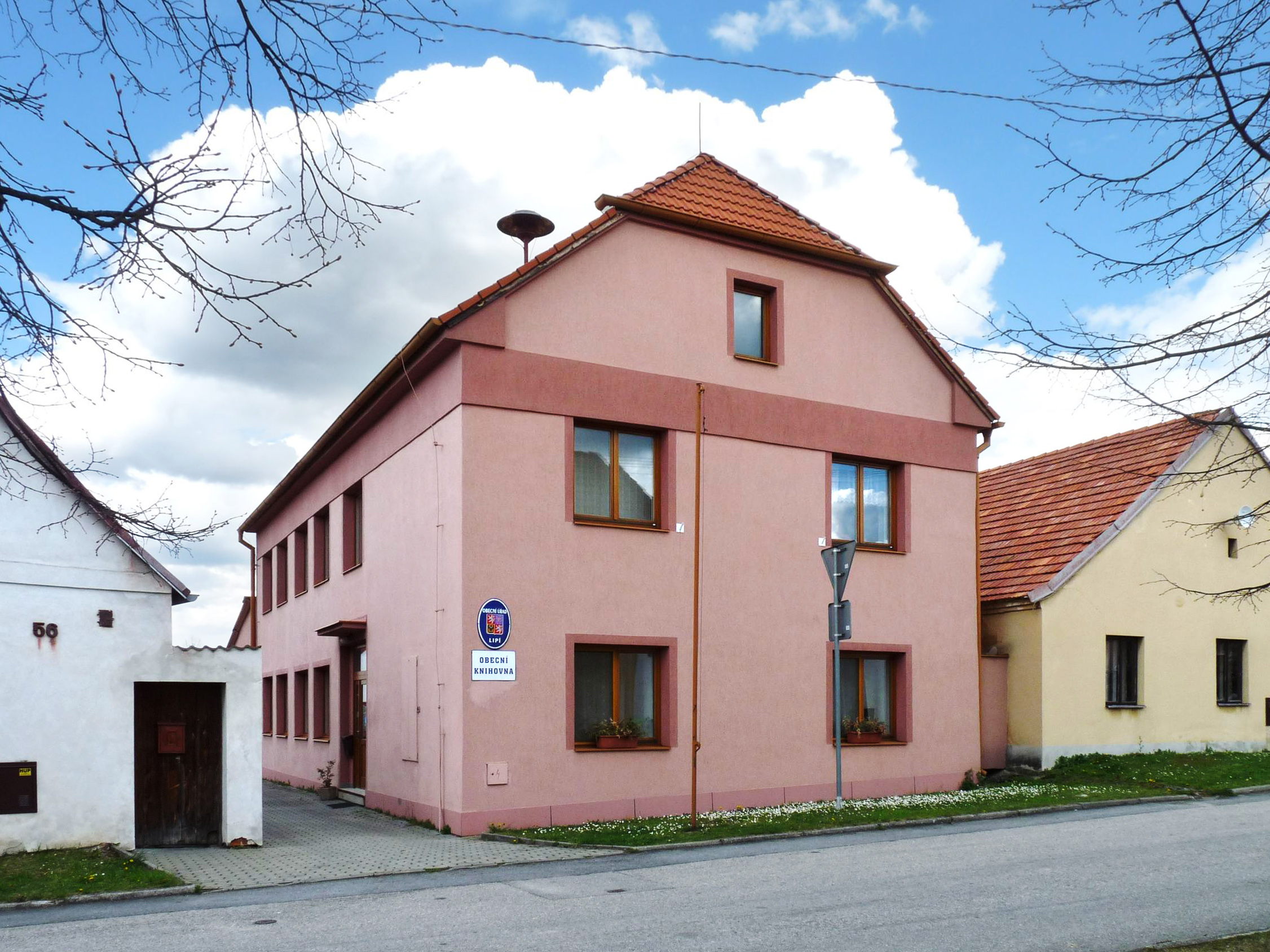
Obecní úřad
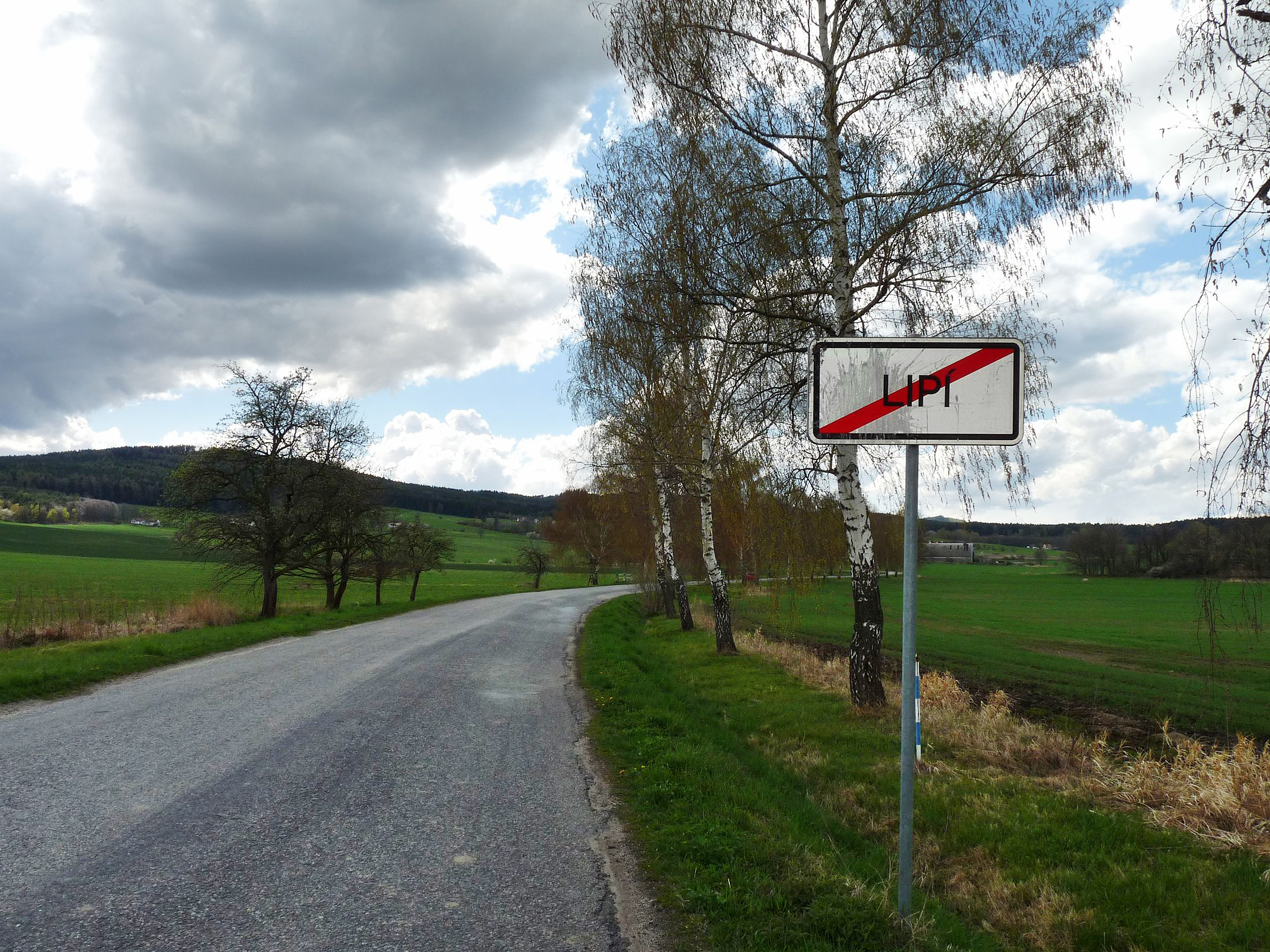
Konec vesnice
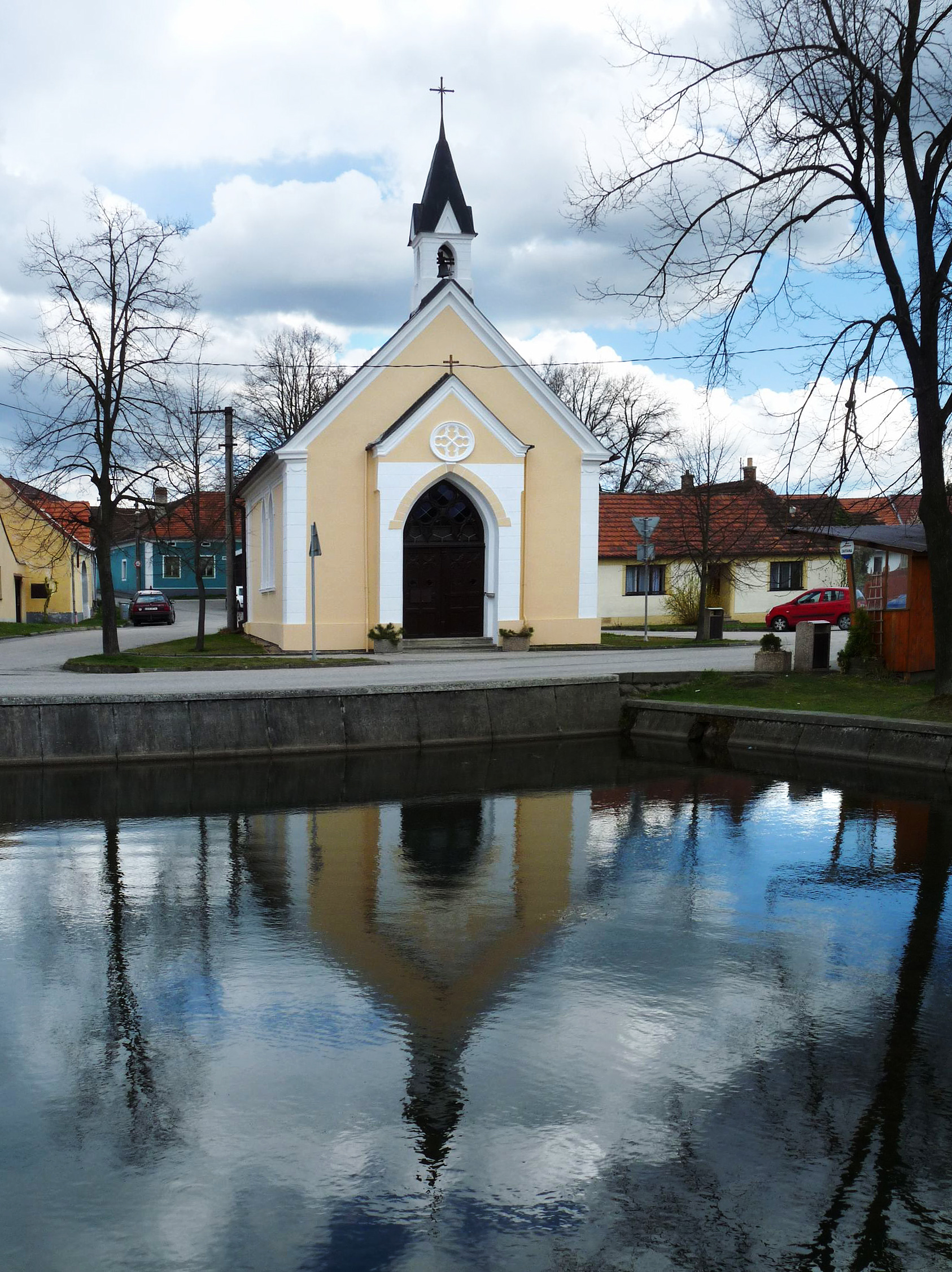
Kaple
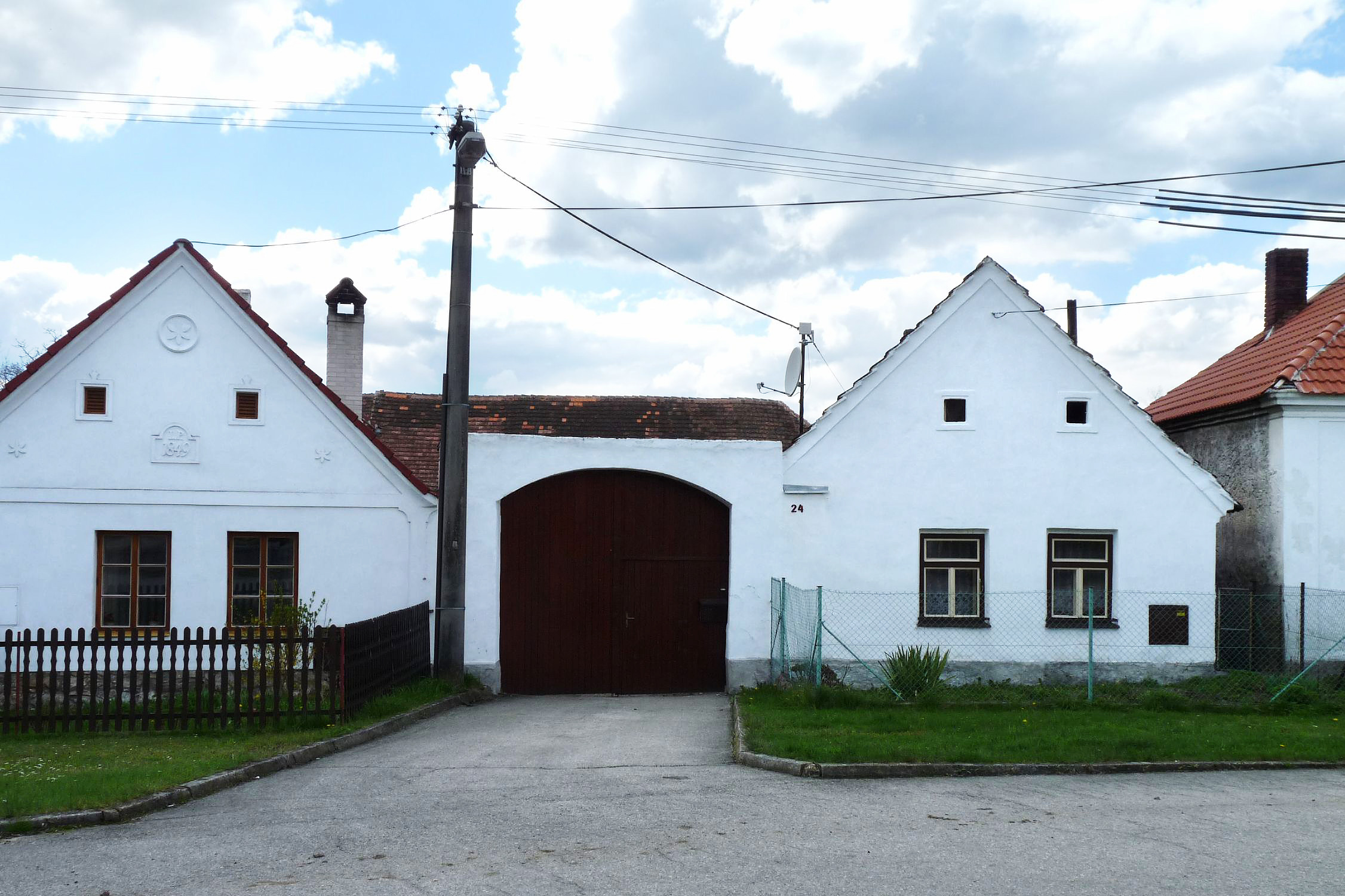
Stavení čp. 24
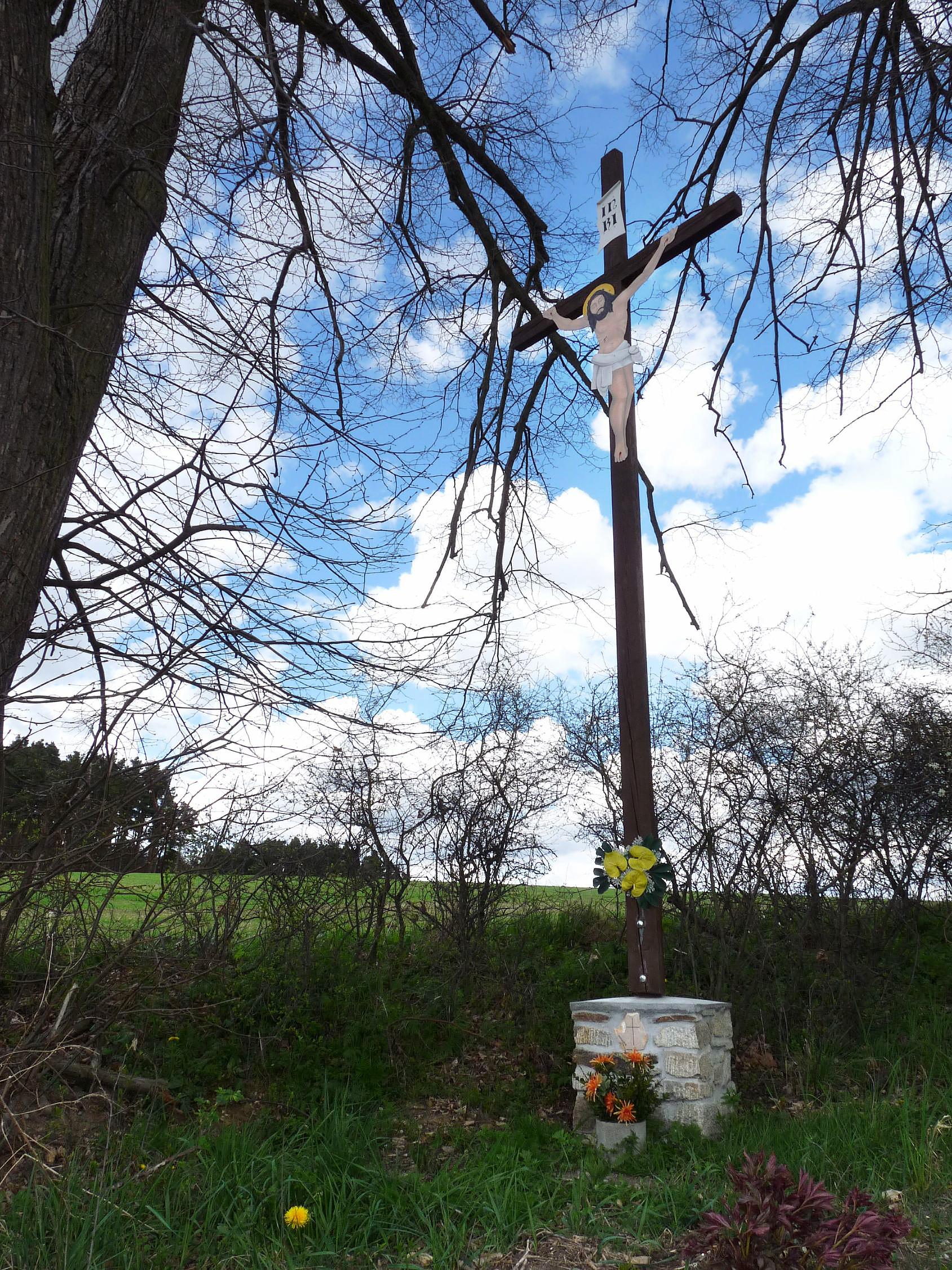
Křížek
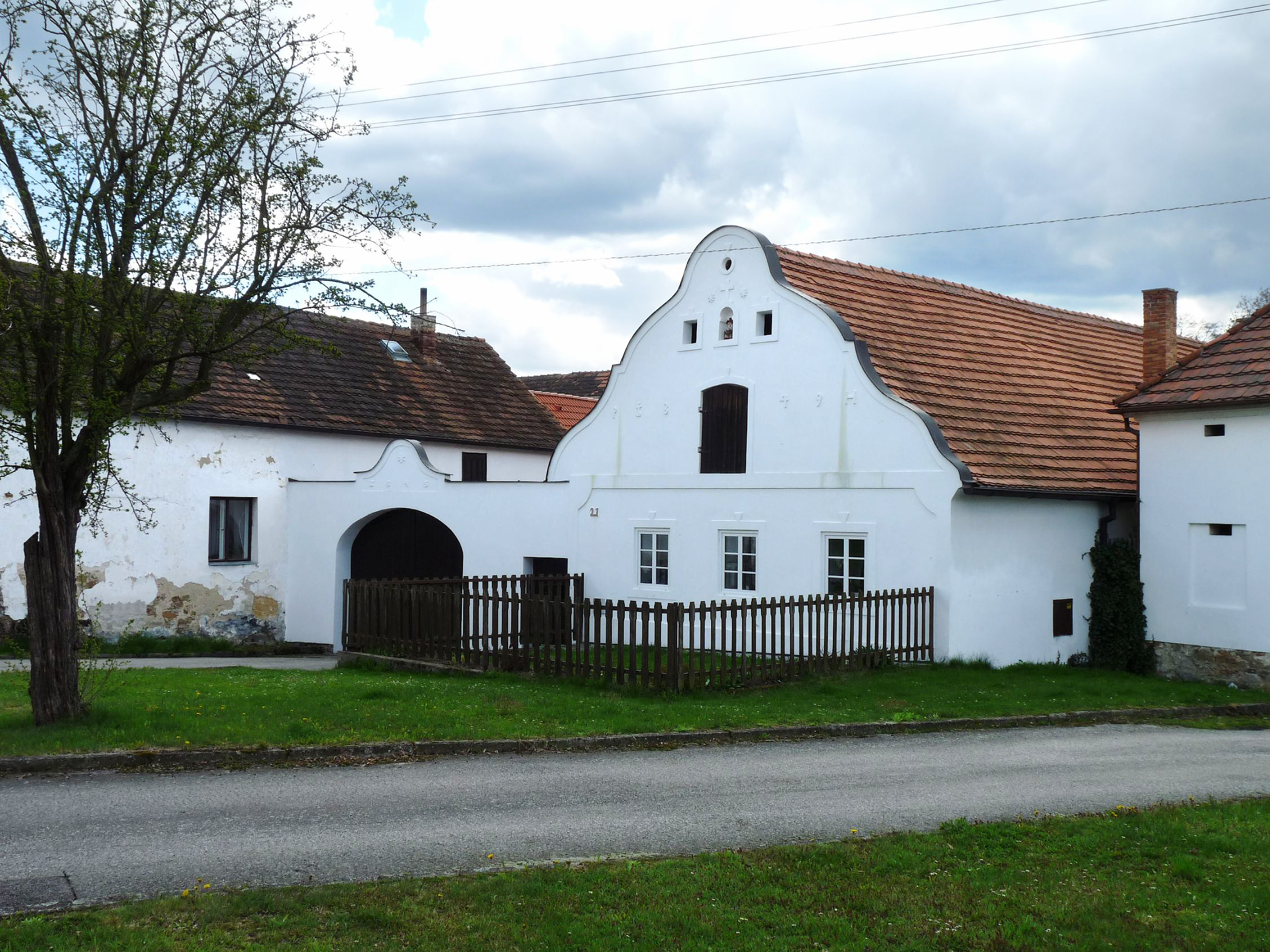
Stavení čp. 21